# Porotrichum evansii
Porotrichum evansii là một loài rêu trong họ Neckeraceae. Loài này được B. H. Allen mô tả khoa học đầu tiên năm 2010.